# Еволюційний тиск
Еволюційний тиск, або тиск добору — у еволюційній біології, тенденція до певних змін популяції у певному середовищі, що виникає в результаті природного добору. При математичному розгляданні еволюції популяції організмів (або їх геномів) як точки у багатомірному просторі фенотипових (генотипових) рис, ця тенденція може бути описана як сила, що штовхає точку у певному напрямку. Числове значення еволюційного тиску має назву коефіцієнта добору.